# Nou moscada de Califòrnia
La nou moscada de Califòrnia (Torreya californica) és una espècie de conífera de la família Taxaceae, endèmica de Califòrnia, presenta a la serralada Pacific Coast Ranges i als peus de Sierra Nevada. Malgrat el seu nom comú, no té cap relació amb el veritable arbre de la nou moscada (Myristica fragrans).
És un arbre de fulla persistent que fa 15–25 m d'alt. Les fulles són aciculars de 3–5 cm de llargada i 3 mm d'amplada; estan arranjades espiralment.

## Usos
Els amerindis consumien les seves llavors com aliment. Amb la fusta se'n feien arcs. La fusta substitueix la més cara de Torreya nucifera japonesa.

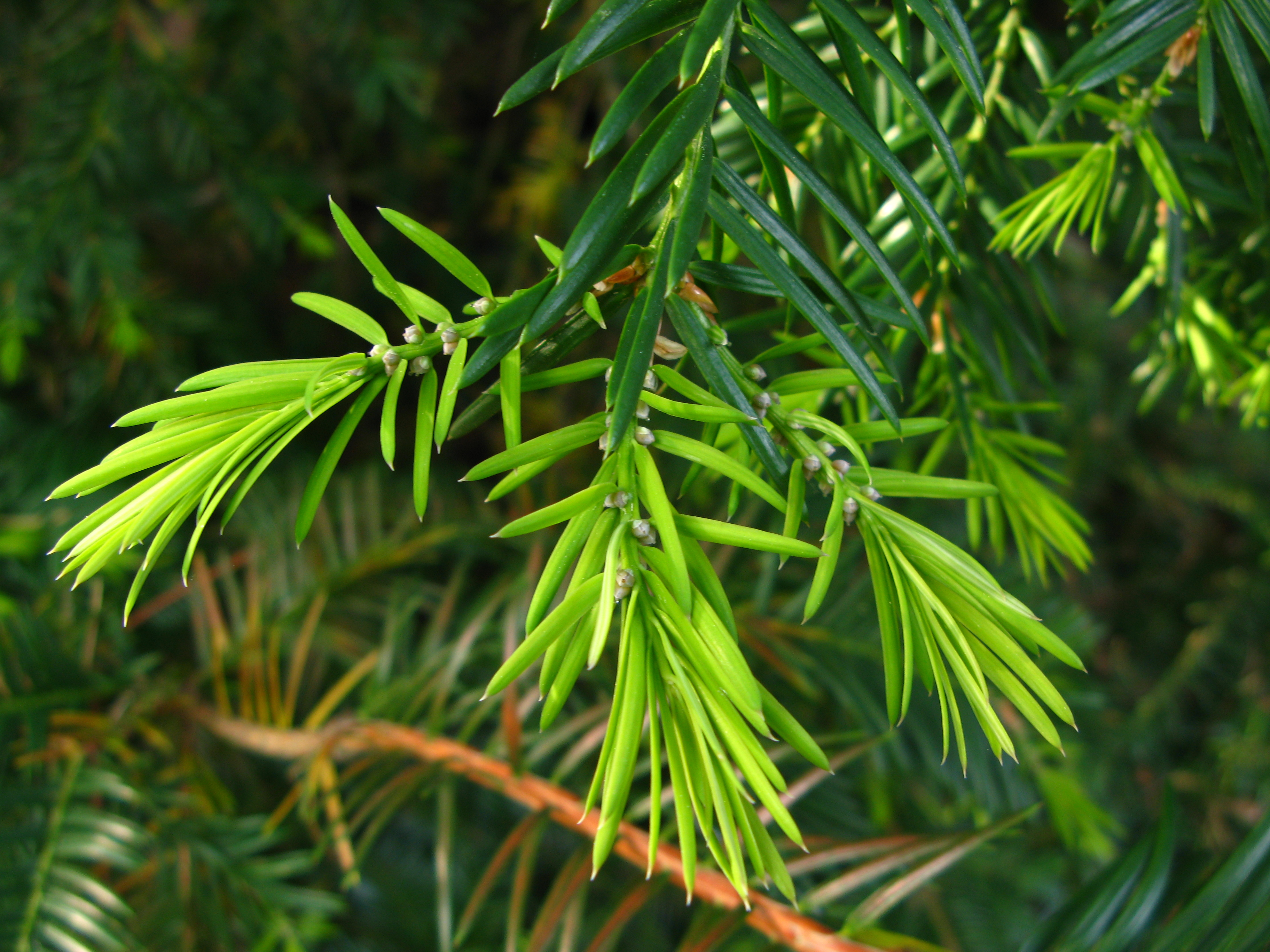
Torreya californica, Varsòvia, Polònia